# Breed 12
Breed 12 is een rijksmonumentaal pand aan het Breed in de binnenstad van de Noord-Hollandse stad Hoorn. Het pand heeft een 17e-eeuwse halsgevel met 18e-eeuwse roeden in de vensters. De onderpui is moderner.

## Geschiedenis

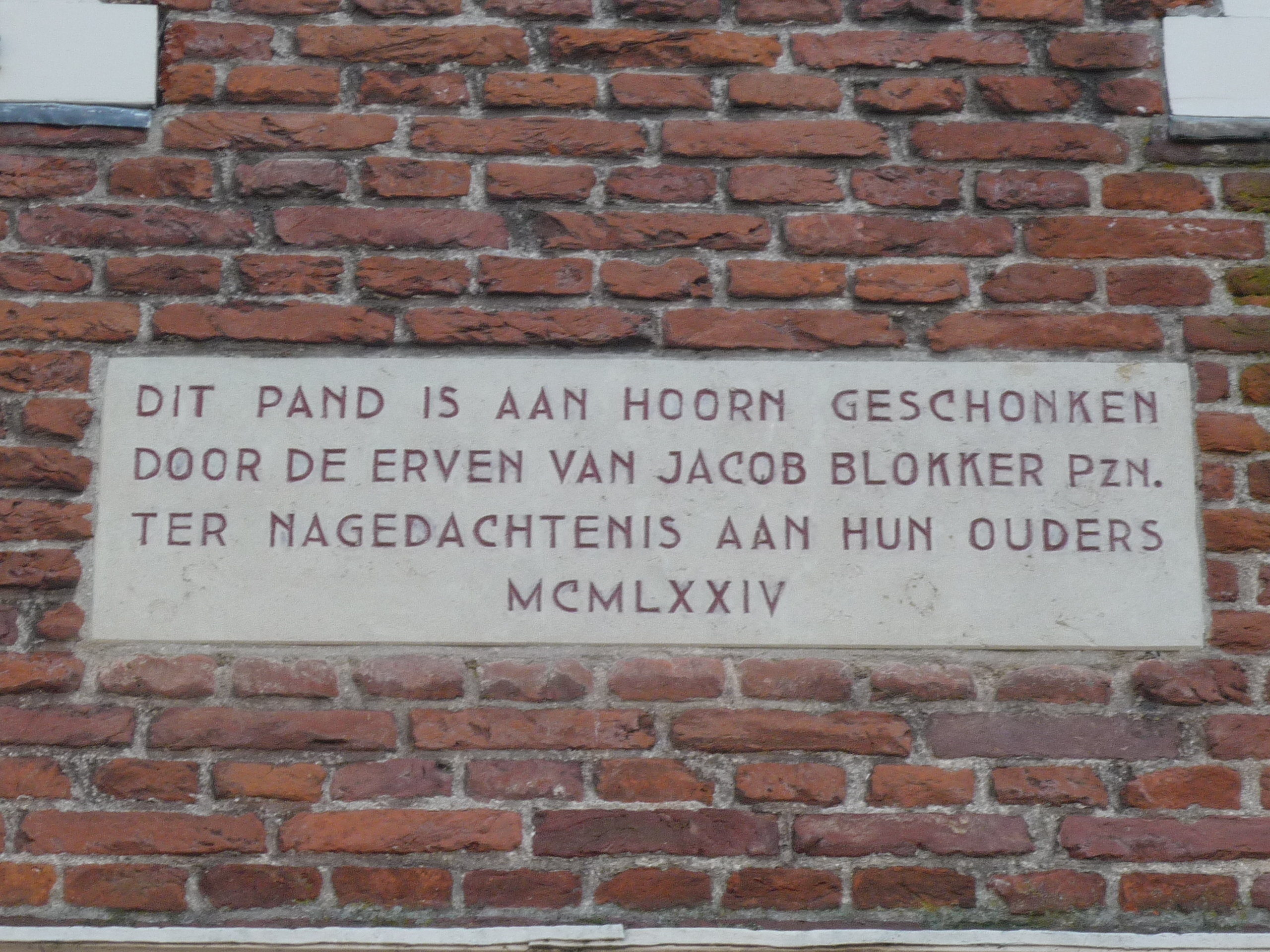
Gevelsteen herinnerend aan de schenking van het pand door de familie Blokker

Het pand werd gebouwd aan de gracht die indertijd nog Smerig Horn heette. Deze gracht werd in 1741 gedempt en kreeg als straat de naam Breed. In 1830 werd voor de stad Hoorn een volkstelling gehouden. De toenmalige eigenaar van Breed 12, Gerrit Hellingman, hield er een winkel en woonde er met zijn vrouw Geertje, hun dochtertje en een dienstbode. In 1833 ging het pand over naar goudsmid Cornelis Schuit Dirksz. Bij deze verkoop werd een akte opgesteld waarin een beschrijving van het pand werd opgenomen. Bij het pand hoorde aan de achterzijde een pakhuis, dat aan de Westerdijk stond en aldaar nummer C 97 had. Twee jaar later al verkocht Hellingman het pand aan de hoefsmid Adam Groen Rijksz. voor het bedrag van 1500 gulden. In 1843 ging het pand opnieuw van de hand. Groen noemde zich toen winkelier in plaats van goudsmid. Het pand ging over naar Pieter Schollee, een tabaksverkoper. Na 1857 was het pand in gebruik als stal of pakhuis
Het pand werd in 1919 gekocht door Jacob Blokker, oprichter van de winkelketen Blokker en bleef tot 1971 eigendom van Blokker. In 1971 werd het pand, vanwege het 75-jarig bestaan van Blokker, geschonken aan de Vereniging Oud Hoorn. Hierop volgde een ingrijpende twee jaar durende restauratie. Naar aanleiding van de restauratie werd een gevelsteen in de voorgevel geplaatst.